# Oppegård (Akershus)
Oppegård is een voormalige gemeente in de voormalige Noorse provincie Akershus. De gemeente telde 26.988 inwoners in januari 2017. Per 1 januari 2020 ging de gemeente op in de nieuwe gemeente Nordre Follo. De woonplaats Oppegård behoudt zijn naam.

## Geschiedenis
Reeds in het tijdvak 6000-5000 v.Chr. leefden hier jagers en verzamelaars. Van 2000-1000 v.Chr. zijn er overblijfselen van landbouwnederzettingen gevonden. Ook in deze prehistorische tijden voerden in dit gebied paden naar Zweden en Denemarken.
In 1915, toen er slechts 600 mensen woonden, splitste de gemeente zich af van Nesodden. De jaren '60 en '70 van de 20e eeuw toonden een snelle bevolkingsgroei. In 2008 telde men 24.000 inwoners en was Oppegård uitgegroeid tot een voorstad van Oslo. De stad is gebouwd langs een as die gevormd wordt door de spoorlijn. Hier hebben grote concerns hun kantoren gevestigd, waaronder Kodak en IBM.
Poolvorser Roald Amundsen woonde in Svartskog en zijn huis Uranienborg werd na zijn dood (1928) tot museum.

## Geboren
- Carl Fredrik Hagen (26 september 1991), wielrenner

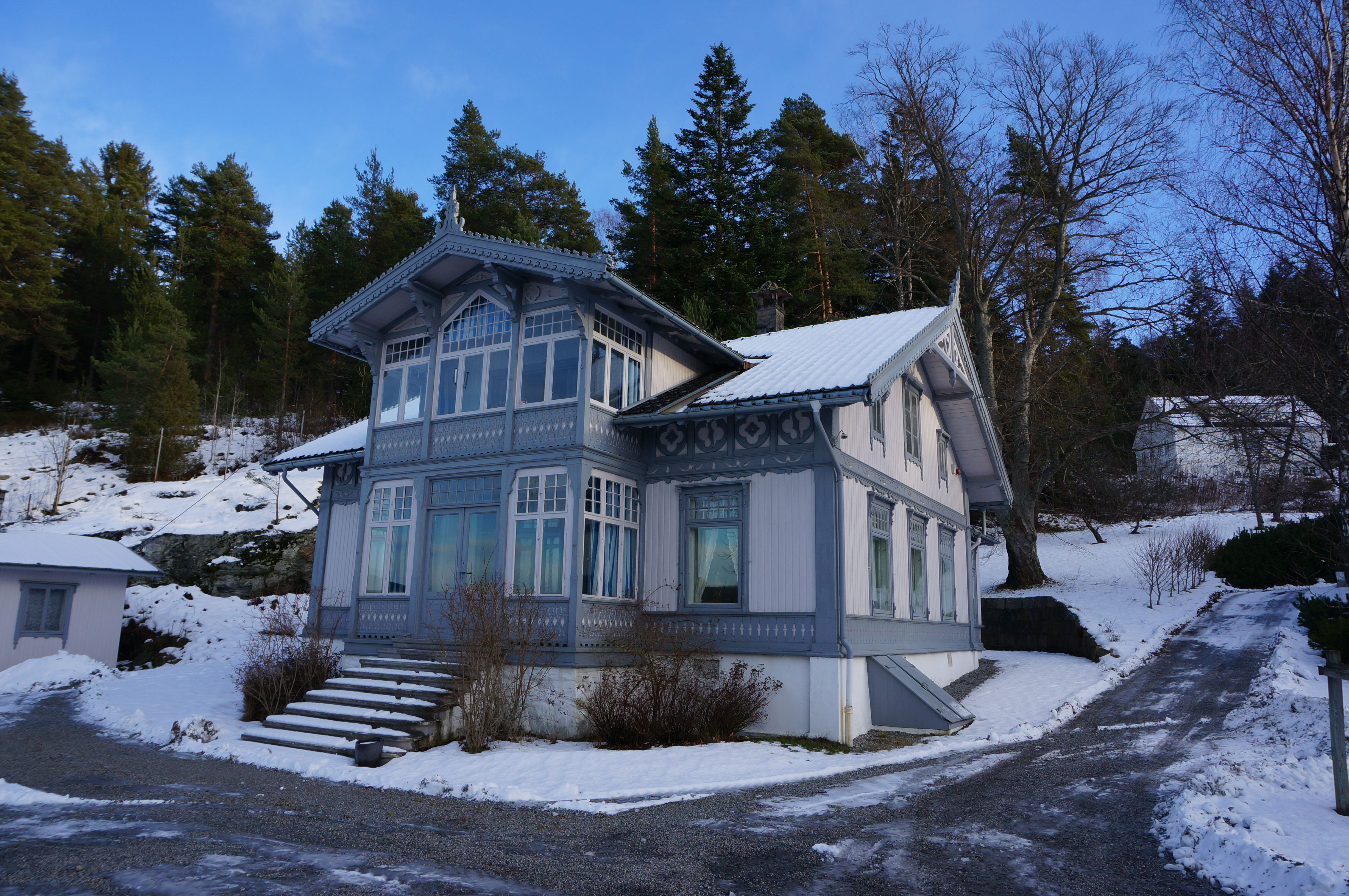
Uranienborg
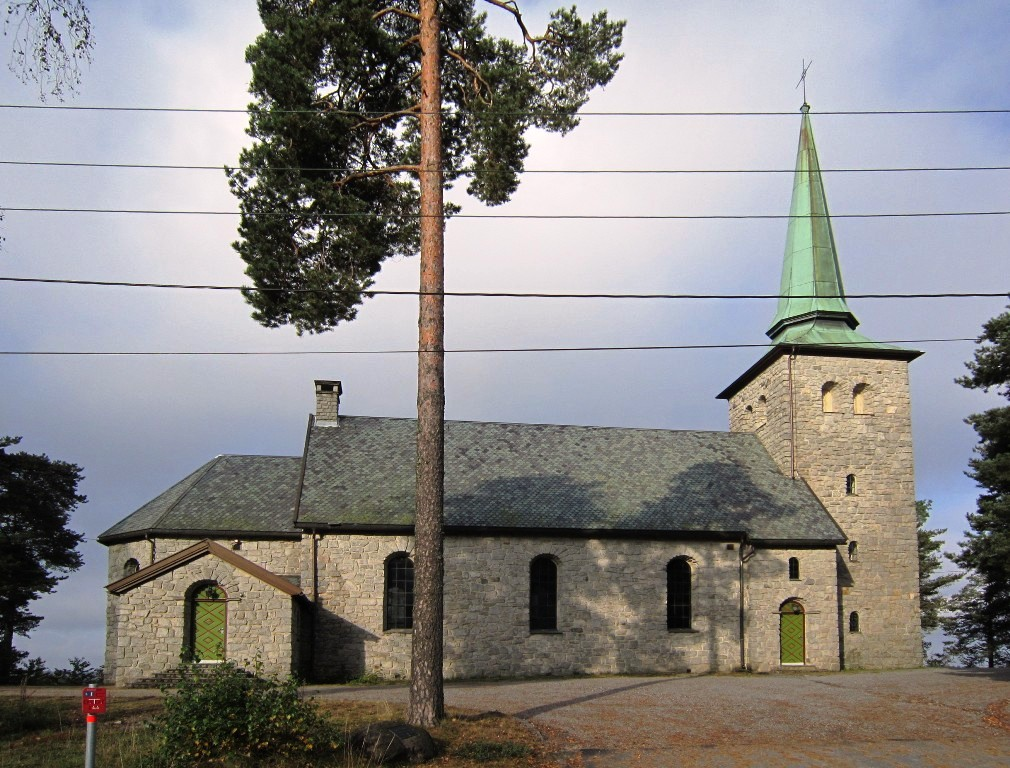
Kerk van Kolbotn
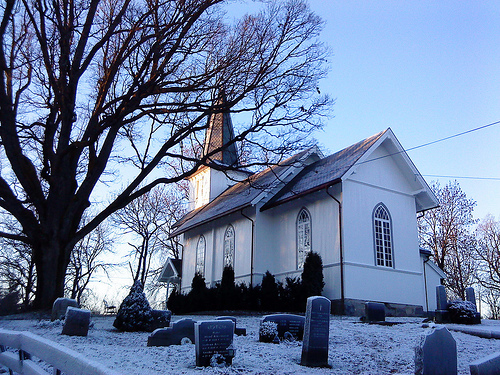
Kerk van Oppegård
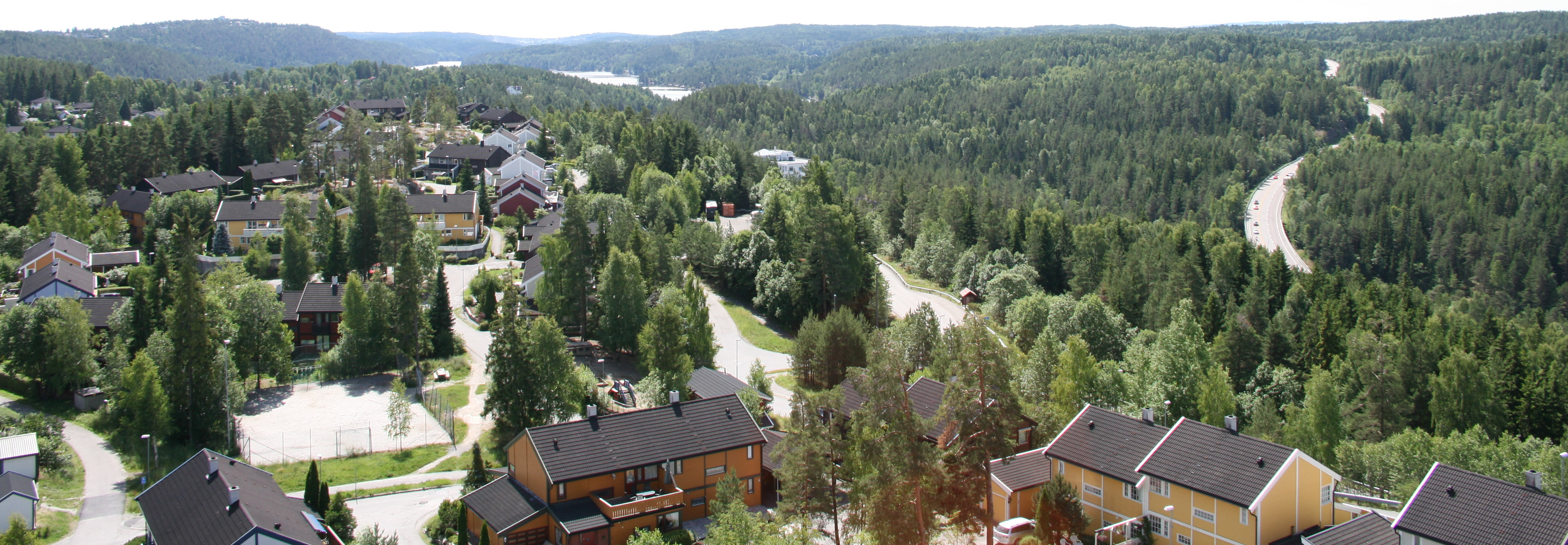
Overzicht van Trollåsen

Ås · Asker · Aurskog-Høland · Bærum · Eidsvoll · Enebakk · Frogn · Gjerdrum · Hurdal · Jevnaker · Lillestrøm · Lørenskog · Lunner · Nannestad · Nes · Nesodden · Nittedal · Nordre Follo · Rælingen · Ullensaker · Vestby

Voormalige gemeentes: Fet · Oppegård · Skedsmo · Ski · Sørum